# 管荣德
管荣德（1902年—1971年），字乃大，化名徐禧，又名苏我民、管容德、周康、世仁、江平、朱熹、康平，浙江黄岩（一说温岭照洋）人，中国近代政治人物。

## 生平
1927年，管荣德在上海加入中国共产党。1927年四一二事件后，浙江各地工会和农村中的中共活动分子遭到逮捕、通缉。浙南地区由于组织破坏及交通阻碍，中共各级党组织之间信息传递困难增大。7月22日，中共浙江省委在临海设立台属六县通讯处。9月下旬，中央特派员王若飞到浙江传达八七会议精神，并帮助改组中共浙江省委。11月，中共浙江省委指派浙南特派员李吉平（陈韶奏）到台州，12月，在黄坦上宅召开党团活动分子会议。1928年5月初，鉴于台州六县工作开展需要，中共浙江省委指示组织台属特委。7月，省委代理省委书记龙大道巡视台州，着手筹建浙南特委。9月23日，浙江省委常委会通过了《台属各县工作总方针》，决定召集成立浙南特别委员会。同月下旬，龙大道在天台栖霞乡蓝田村主持召开中共浙南代表大会，选举产生了中共浙南特别委员会，管荣德为书记，特委机关设在海门（今台州市椒江区）。
12月，浙南特派员陈绍奏来温岭指导工作，同时管荣德、赵任、林冶等人先后从上海、杭州等地来温岭活动。1928年1月，陈绍奏在温岭城区召开温岭、黄岩两县党的活动分子会议，决定建立中共温岭县委，领导两县党的工作。推定九位县委委员，并由管荣德任书记，隶属中共浙江省委。同年2月，县委在梅溪召开会议，调整充实领导成员，设立常委会和增设组织部、工人部、军委等工作机构，其中管荣德任书记，常委金学河负责农运，柳苦民分管武装。5月2日，管荣德调任台州六县特派员，由曹廷祥接任县委书记。5月15日，在中共浙江省委特派员曾荣指导下，管荣德抵达宁海主持召开县委扩大会议，作出武装斗争决议。5月20日夜间，中共亭旁区委书记包定（化名袁应吉），集结亭旁、海游、珠岙、桑洲武装农民约250人，在谷仓岭举行预备会议，决定成立红军指挥部、拟订暴动计划，并就地进行军事检阅。5月24日夜，中共宁海县委书记卢经训、特派员杨毅卿和管荣德，在亭旁召开会议，正式成立亭旁区革命委员会和红军指挥部，准备亭旁起义。
起义失败后离开亭旁，1930年中国共产党浙江省委员会机关被军统破坏，管荣德入狱（期间冒名已经退党的周康）。在侦缉队关押期间，管荣德多次被何秉达谈话，之后改向军统效力，担任浙江警官学校侦探学教官，之后升任南京首都警察厅的副督察长，深受戴笠重视。
1937年12月，日军攻占南京，管荣德、王锡山等率领一部分警察逃过长江，进入江浦、六合，滁县一带打游击，收集散兵合并组成了南京行动总队，受苏浙皖行动委员会指挥。管荣德还兼任军统南京组组长。1939年2月，部队发展到近3千人。由于管容德不懂军事，部队完全为副总队长王锡山所掌握。管容德与王锡山交恶，以王锡山叛变将王枪杀。王锡山死后，军队发生哗变。当时陈毅率领新四军第一支队正进入六合地区，与南京行动总队哗变部队相遇，几次战斗后南京行动总队全部溃散。管容德收集残部300余人至江浦边境，占领了瓜埠，以肃清汉奸阻断交通。与此同时，新四军沿长江北岸发展迅速，完全控制了六合、江浦一带。1940年2月，他率领所部600人洗劫马集，杀死新四军干部，随后陶勇率领新四军苏皖支队赶到，击溃管荣德所部200余人。同年3月下旬，他纠集忠救军1000余人，与韩德勤部一共万人围攻新四军江北指挥部所在的半塔集，当时新四军驻军只有1000余人，在邓子恢、周骏鸣等人的指挥下，国军仍然失败，忠救军大部反被新四军挺进纵队歼灭。随后南京行动总队因给养困难，只能经过长江向安徽省广德黄岭地区转移，辗转到忠救军总指挥部所在地，把部队分布受训、遣散。1941年，管荣德再次被戴笠起用，仍任南京行动总队总队长，兼江苏省句容县县长（当时句容县以被日军控制）。管荣德则率领一部分武装，在高淳县东坝镇地区，设立总队部。
1944年春，粟裕指挥的新四军王必成、陶勇等纵队向苏浙皖边区的广德、孝丰、长兴、宜兴等地推进，与忠义救国军总挥指部进行对抗。同年4月，原第三支队改称第一支队，支队长仍为管容德。1944年11月，管容德率部在浙皖边境孝丰、桃花山、牛头岭一带对新四军交战，但忠义救国军惨败，第一支队回到原驻地仙霞镇朱家村，之后在天目山附近与新四军接触。1945年，前往莫干山地区余杭、瓶窑一带与新四军交战。1946年，三纵队集中苏州，改编为交警总队。1948年8月，国民党国防保密局加强“秘密领导公开”，他国防部苏浙皖边区绥靖总队第二中队编为公六组，他兼任公六组组长。之后他调往苏浙皖边区特别站站长后，原公六组撤销。1949年，逃至台湾。之后在國立花蓮女子高級中學任教，与骆香林相识，善于书法，其国画作品效仿八大山人风格。